# 托罗佩茨弹药库爆炸事件
2024年9月17日至18日夜，乌克兰对俄罗斯国防部火箭炮兵装备总局在特维尔州托罗佩茨的弹药库发动了无人机袭击，导致大规模爆炸并将附近城镇房屋的窗户玻璃震碎。此次爆炸约等于2.5至2.8级地震。